# أناركي (قيلاب)
أنارکي (بالفارسية: انارکی) هي منطقة سكنية تقع في قسم قيلاب الريفي، بمقاطعة أنديمشك التابعة لمحافظة خوزستان، إيران. يقدر عدد سكانها بـ 87 نسمة حسب الإحصاء السكاني الذي تمّ في عام 2006.